# Nekrolog 2006
Nekrolog
◄◄
| ◄
| 2002
| 2003
| 2004
| 2005
| 2006 | 2007 | 2008 | 2009 | 2010 | ► | ►►
Januar |
Februar |
März |
April |
Mai |
Juni |
Juli |
August |
September |
Oktober |
November |
Dezember 
Weitere Ereignisse | Allgemeiner Nekrolog 2006
Die Beschreibung der verstorbenen Person sollte so kurz wie möglich gehalten sein und nur deren signifikante Tätigkeit(en) enthalten.
Neue Namen ggf. auch unter dem Geburts- und Sterbedatum, also etwa unter 1. Januar und im Geburts- und Sterbejahr (2024) eintragen (nur bei entsprechender großer Wichtigkeit). Für Beispiele siehe die schon vorhandenen Artikel.
Außerdem über die fünf zuletzt Verstorbenen, zu denen es einen ausreichend guten Artikel für eine Präsentation auf der Hauptseite gibt, nach der todesbedingten Überarbeitung der Artikel ggf. auch unter Wikipedia Diskussion:Hauptseite informieren und sie am besten auch in den anderen Wikipedia-Sprachversionen eintragen. Tipp: Regelmäßig bei news.google.de nach „ist tot“, „gestorben“ oder „verstorben“ suchen.
Wenn eine Person gestorben ist, gibt es viele Seiten zu dieser Person in der Wikipedia, die davon auch betroffen sind und entsprechend aktualisiert werden müssen. Beispiele: Namenübersichtsseite, Geburtsjahr, Geburtsort-Seiten und viele mehr.
Wie finde ich die betroffenen Seiten?
Im Suchfeld auf der linken Seite gibt man den Suchbegriff so ein: „Vorname Nachname“. Dann klickt man auf Volltext und alle Seiten mit entsprechendem Suchtext werden aufgerufen. Hier sieht man dann schnell, wo auch das Todesjahr Sinn macht oder sogar ein Teil des Artikels angepasst werden muss. Auch hilft das „Werkzeug“ auf der linken Seite sehr gut, um solche Seiten aufzufinden: „Links auf diese Seite“. Somit ist die Wikipedia wieder aktuell in allen Bereichen! Hinweis: bei Eintragung der Kategorie „Gestorben JAHR“ wird der Missbrauchsfilter 49 ausgelöst, was jedoch nicht schlimm ist. Siehe: Spezial:Missbrauchsfilter/49
Dies ist eine Liste von im Jahr 2006 verstorbenen bekannten Persönlichkeiten. Die Einträge erfolgen innerhalb der einzelnen Daten alphabetisch sortiert. Tiere sind im Nekrolog für Tiere zu finden.
Die Liste ist nach Monaten aufgeteilt:
- Nekrolog Januar 2006
- Nekrolog Februar 2006
- Nekrolog März 2006
- Nekrolog April 2006
- Nekrolog Mai 2006
- Nekrolog Juni 2006
- Nekrolog Juli 2006
- Nekrolog August 2006
- Nekrolog September 2006
- Nekrolog Oktober 2006
- Nekrolog November 2006
- Nekrolog Dezember 2006

## Datum unbekannt
| Herbert Alber               | deutscher Architekt                                                                              |  |
| Manfred Arlt                | deutscher Architekt                                                                              |  |
| Hans Dieter Bohnet          | deutscher Bildhauer                                                                              |  |
| Sheila Borg                 | österreichische Sängerin                                                                         |  |
| Walther Brüx                | deutscher Künstler                                                                               |  |
| Albert Bünn                 | deutscher Schuhmacher, Schraubstollenerfinder                                                    |  |
| Patty Crowley               | US-amerikanische römisch-katholische Theologin                                                   |  |
| Renate Danz                 | deutsche Schauspielerin und Synchronsprecherin                                                   |  |
| Ion Drîmbă                  | rumänischer Fechter und Olympiasieger                                                            |  |
| Hubertus Durek              | deutscher Schauspieler und Regisseur (≈89)                                                       |  |
| Louis L. Edemann            | US-amerikanischer Tontechniker                                                                   |  |
| Jürgen Elingius             | deutscher Architekt                                                                              |  |
| Margareta Erichsen          | deutsche Malerin und Illustratorin (89)                                                          |  |
| Gertraud Evers-Boelter      | deutsche Grafikerin                                                                              |  |
| Harald Ewert                | deutscher Protestteilnehmer, Symbolfigur                                                         |  |
| Egon Fein                   | deutscher Journalist und Buchautor                                                               |  |
| Tom Fox                     | US-amerikanischer Friedensaktivist                                                               |  |
| Burkhard von Gemmingen      | deutscher Betriebswirt (≈74)                                                                     |  |
| Helmut Gittel               | deutscher Kommunalpolitiker (SPD)                                                                |  |
| Eberhard Haußmann           | deutscher Ethnologe                                                                              |  |
| Walter Heilig               | deutscher Pressefotograf                                                                         |  |
| David Henkel                | britischer Geotechniker                                                                          |  |
| Gerda Hesse                 | deutsche Gewerkschafterin, stellvertretende Vorsitzende des Bundesvorstandes der DAG (1971–1983) |  |
| Helmut Jendreiek            | deutscher Literaturwissenschaftler und Brecht-Experte                                            |  |
| Franz Johannsen             | deutscher Kanute                                                                                 |  |
| David Borissowitsch Judin   | russischer Mathematiker                                                                          |  |
| Werner Kießling             | deutscher Verbandsfunktionär                                                                     |  |
| Margot Lang                 | deutsche Schriftstellerin und Verlegerin                                                         |  |
| Marklen Iwanowitsch Lasarew | sowjetisch-russischer Völkerrechtler                                                             |  |
| Gerd Lindner-Bonelli        | deutscher Mandolinenvirtuose                                                                     |  |
| Ernst Litter                | deutscher Maler und Grafiker                                                                     |  |
| Herbert Louis               | deutscher Maler                                                                                  |  |
| Daba Marenah                | gambischer Politiker                                                                             |  |
| Anita Mey                   | deutsche Schauspielerin                                                                          |  |
| Marta Meyer-Salzmann        | Schweizer Autorin                                                                                |  |
| Edward Salim Michael        | englischer Komponist und Autor                                                                   |  |
| Erich Müller                | deutscher Sachbuchautor (Taubenzucht)                                                            |  |
| Edith Müller-Schkeuditz     | deutsche Malerin                                                                                 |  |
| Harald Nehrkorn             | deutscher Reformpädagoge                                                                         |  |
| Jupp Pilz                   | deutscher Fußballtrainer                                                                         |  |
| Volkhard Precht             | deutscher Kunstglasbläser                                                                        |  |
| Reinhard Raue               | deutscher Kirchenmusiker und Musikwissenschaftler                                                |  |
| Muharram Rassulowa          | sowjetisch-tadschikische Botanikerin                                                             |  |
| Eduardo Sampson             | uruguayischer Politiker                                                                          |  |
| Ciro Scarponi               | italienischer Klarinettist und Komponist                                                         |  |
| Alfred Schöneberg           | deutscher SS-Soldat                                                                              |  |
| Wilhelm Schubert            | deutscher SS-Oberscharführer und Blockführer im KZ Sachsenhausen                                 |  |
| Eva Schulz-Endert           | deutsche Keramikerin                                                                             |  |
| Hans Siemons                | deutscher Journalist                                                                             |  |
| Félix Standaert             | belgischer Diplomat                                                                              |  |
| Rudolf Tartter              | deutscher Kommunalpolitiker                                                                      |  |
| Giovanni Tessitore          | italienischer Maler                                                                              |  |
| Héctor Velázquez Moreno     | mexikanischer Architekt                                                                          |  |
| Karl-Heinz Vesper           | Botschafter der DDR                                                                              |  |
| Dieter Vetter               | deutscher evangelischer Theologe                                                                 |  |
| Ursula Vogel                | deutsche Synchronsprecherin und Schauspielerin                                                   |  |
| Kurt Wagner                 | deutscher Leiter des Suchdienstes                                                                |  |
| Hans Weber                  | deutscher Botaniker                                                                              |  |
| Ursula Wertheim             | deutsche Literaturwissenschaftlerin                                                              |  |
| Hans-Rudolf Wiedemann       | deutscher Hochschullehrer, Direktor der Universitätskinderklinik Kiel                            |  |
| Thomas Wiedermann           | deutscher Improvisationsmusiker (Posaune)                                                        |  |
| Robert Warren Wilson        | US-amerikanischer Paläontologe                                                                   |  |
| Luciano Winderling          | italienischer Tischtennisspieler                                                                 |  |
| Catherine Wirth             | deutsche Schriftstellerin                                                                        |  |